# Araiostegia parvipinnula
Araiostegia parvipinnula là một loài dương xỉ trong họ Davalliaceae. Loài này được Hayata Copel. mô tả khoa học đầu tiên năm 1927.